# De koning drinkt (Jordaens, Brussel, ca. 1640)
De koning drinkt is een barok schilderij gemaakt door Jacques Jordaens rond 1640. Het doek in het Oldmasters Museum te Brussel is een van de composities waarin hij het driekoningenfeest weergeeft. Een cartouche bovenaan bevat de tekst In een vry gelach / Ist goet gast syn.

## Stijl
De vorm van De koning drinkt is zeer expressief en realistisch weergegeven. Het schilderij is afgewerkt tot in detail door middel van de aquareltechniek en een fijn penseel. Jordaens maakt gebruik van het licht/donkercontrast. Het is een mooi kleurenspel en schaduwspel. De compositie van het schilderij is niet symmetrisch maar er zitten wel richtlijnen in verwerkt. Het zijn vooral diagonale richtlijnen. Daarmee legt hij de nadruk op het dynamische van het schilderij. Jordaens vestigt ook de aandacht op de koning, de koning is het beeldvlak.

## Voorstelling
Jordaens legde met dit schilderij de nadruk op het 'volkse'. Hij gaf de indruk dat alles draait rond uitbundigheid en ontspanning. Men ziet op het schilderij de koning eten en drinken met een hele horde mensen aan zijn zijde die zijn vreugde en opgewektheid delen. De koning deelt met zijn volk en doet zich niet voor als een persoon die beter is. Hij ziet hen in het schilderij als gelijkwaardig. De titel 'De koning drinkt' kan bedoelen dat de koning drinkt op de gezondheid van zijn volk.
De koning drinkt is eigenlijk een schilderij waarop het spel is afgebeeld dat werd gespeeld op Driekoningen. Het koningsspel werd gespeeld door een wisselend aantal spelers. Via een trekbrief werden de rollen in het spel verdeeld. Tijdens het spel werd veel gegeten en gedronken. De koning betaalde de drank: bier, wijn of jenever met suiker. Anderen zorgden voor het eten. De koning leidde het spel. Hij koos de namen waarop gedronken werd. De nar zorgde ervoor dat iedereen 'Vivat, de koning drinkt' riep. Wie dat naliet werd gestraft met een zwarte veeg roet over het gezicht.